# Dolichorhinotermes latilabrum
Dolichorhinotermes latilabrum es una especie de termita subterránea del género Dolichorhinotermes, de la familia Rhinotermitidae, orden Blattodea. Fue descrita por Snyder en 1926.
Se distribuye por América del Sur: Bolivia. Fue publicada en Snyder, T.E. (1926e) Termites collected on the Mulford Biological Exploration to the Amazon Basin, 1921–1922. Proceedings of the United States National Museum, 68(14), 1–76.